# Estádio Alfredo Jaconi

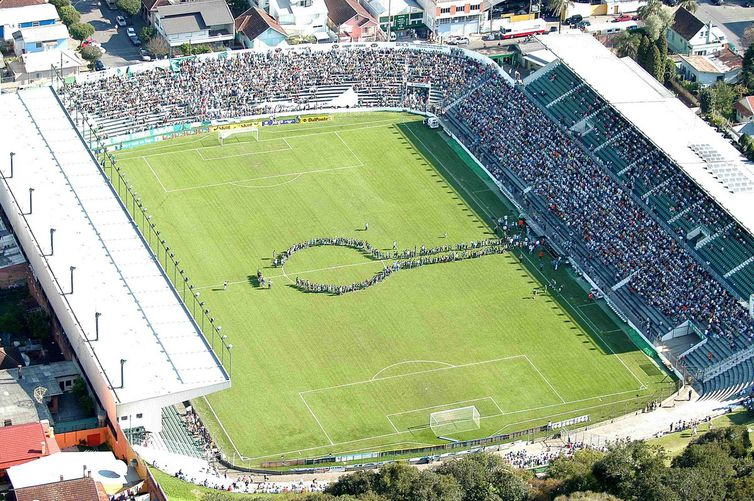
Estádio Alfredo Jaconi

Het Alfredo Jaconi-stadion is gelegen in de stad Caxias do Sul, in de staat Rio Grande do Sul in Brazilië. Het is de thuisbasis van de voetbalclub EC Juventude en het stadion is vernoemd naar Alfredo Jaconi, die een belangrijke rol speelde in de geschiedenis van de club. Het stadion werd ingehuldigd op 23 maart 1975 met een wedstrijd tussen EC Juventude en CR Flamengo, die eindigde in een gelijkspel van 0-0.
Het eerste doelpunt van het seizoen werd gescoord op 4 april 1975 door Ronaldo van SE Palmeiras. Het Alfredo Jaconi-stadion heeft momenteel een capaciteit van 19.924 toeschouwers en is een van de meest iconische voetbalstadions in Brazilië. EC Juventude heeft in dit stadion vele belangrijke overwinningen behaald en het stadion is een belangrijke plek voor voetbalfans in de regio.